# Commentarius (Giulio Cesare)

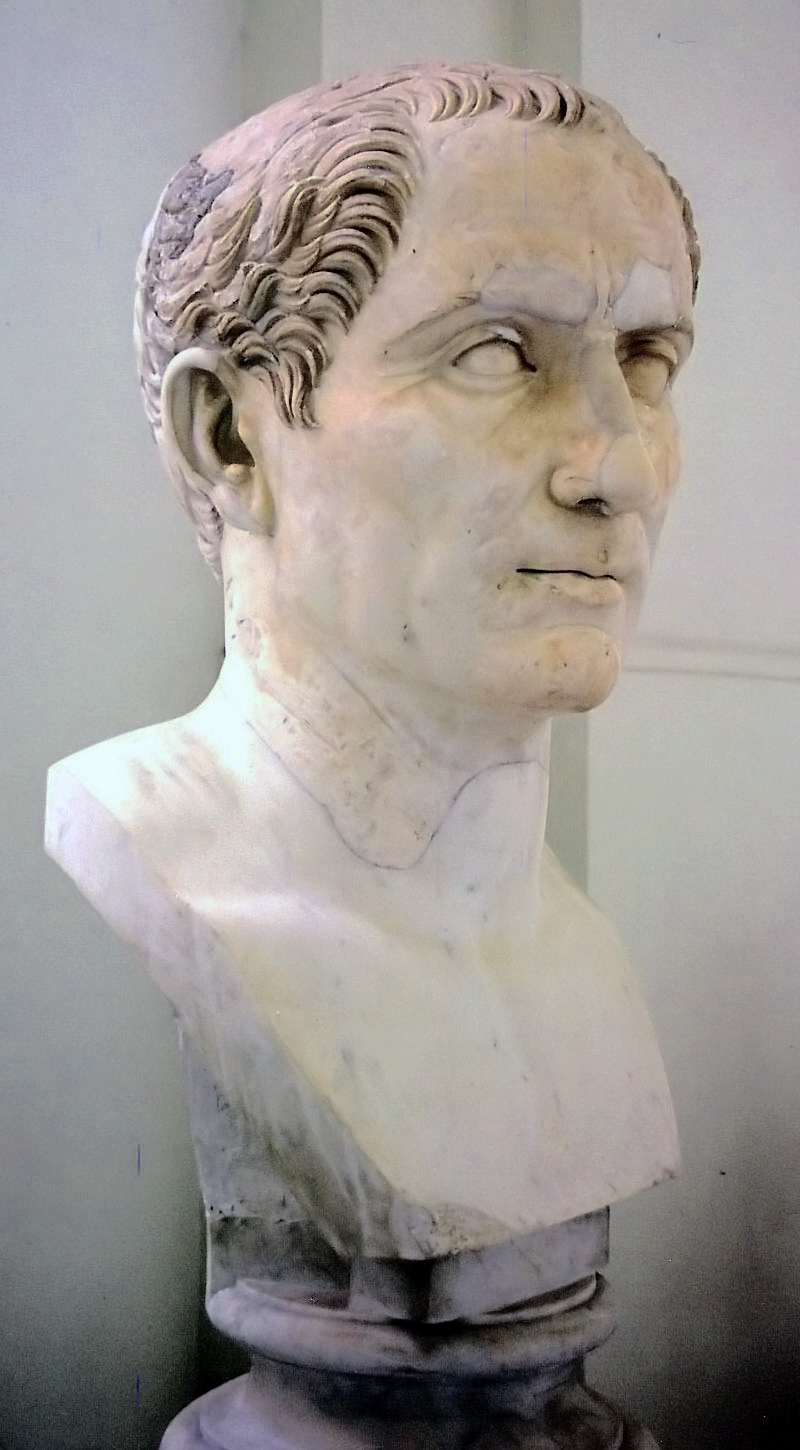
Busto di Giulio Cesare

I Commentarii (nella forma singolare Commentarius) sono un gruppo di opere che la filologia attesta
al generale e politico Gaio Giulio Cesare durante le sue campagne militari. Si tratta di opere a stampo storiografico - etnografico basate sulle varie battaglie intraprese da Cesare contro i popoli conquistati (Africani-Galli), sia di stampo didattico e descrittivo riguardo agli usi e ai costumi di tali popolazioni. Eccezione fatta per il De bello civili, riguardante la guerra di Cesare contro Pompeo Magno.
Le due opere in commentario maggiori di Cesare sono i Commentarii de bello Gallico (La guerra gallica) e i Commentarii de bello civili (La guerra civile), ambedue incluse nel Corpus Caesarianum, raccolta di tutte le opere di Cesare curata dall'amico e luogotenente Aulo Irzio. L'opera include inoltre i titoli delle campagne minori di Cesare : Anticato, Bellum Africum, Bellum Alexandrinum, Bellum Hispaniense.

## Significato del termine
Con il termine Commentarius (commentario) veniva al tempo dell'antica Roma indicato un tipo di narrazione intermedio fra la raccolta dei materiali grezzi e la loro elaborazione in forma letteraria, arricchita con gli ornamenti stilistici e retorici tipici della vera e propria storiografia. Il commentario avrebbe dovuto fornire materiale agli storici. Inoltre, solitamente, questo era scritto da generali che, tornando dalla guerra, dovevano esporre al senato e/o al pubblico i fatti visti e sentiti.
Cesare prese spunto da questa forma di trattazione storica ed etnografica per scrivere il corso delle sue campagne militari con intenti propagandistici e didattici per i Romani.

## Opere

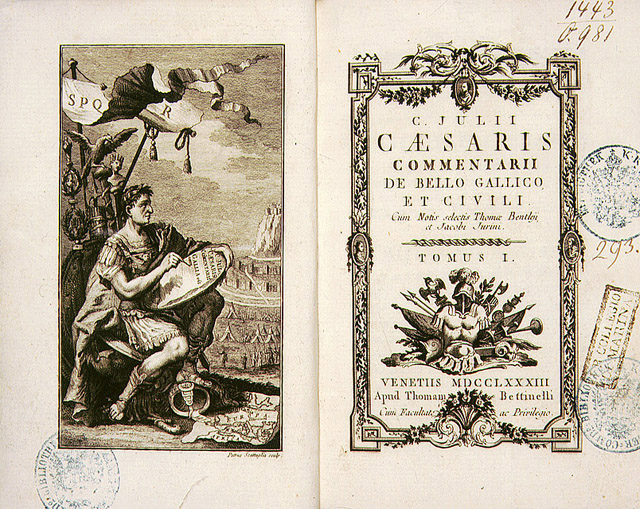
Copertina settecentesca del De bello Gallico

### De bello gallico
Descrizione in otto libri, i sette primi scritti da Cesare e l'ottavo e ultimo scritto da Aulo Irzio, della campagna militare in Gallia dal 58 al 51 a.C., narrata in maniera minuziosa e in terza persona, rappresentando il "Cesare", come protagonista assoluto delle vicende. La prima parte narra lo scontro tra gli Elvezi e Germani, passando successivamente alla ribellione dei popoli di Aquitania, sino all'arrivo nel 53 in Britannia. Il successivo ritorno in Gallia è dovuto alle ribellioni capitanate da Vercingetorige, contro cui Cesare si fronteggia, distruggendo Avarico. L'opera è stata concepita come uno slogan promozionale dell'operato di Cesare, con un accento fortemente patriottico e autocelebrativo, nonché una sorta di diario necessario per la conoscenza dei popoli barbari attigui all'Italia, affinché potessero essere conquistati, così come dimostra una chiara descrizione di divagazione sugli usi e i costumi dei Galli.

### De bello civili
Narrazione in tre libri della guerra civile tra Cesare e Pompeo scoppiata dal 48, che si protrarrà fino al 47, con la sconfitta di Pompeo a Farsalo. Cesare qui dichiara il suo intento di pacificatore, nonché protettore definitivo di Roma e del senato, nonché della sua autocelebrazione,  consistente nella clementia Caesaris verso i nemici. Cesare dimostra come il senato e lo stesso Pompeo abbiano ecceduto e abusato dei loro poteri per contrastare un fenomeno di assolutismo del comando, che Cesare voleva assumere a Roma, in qualità di dittatore a vita, essendo ormai la vecchia Repubblica corrotta e impotente.

### Commentari cesariani minori
Sono operette del cosiddetto Corpus Caesarianum, riguardanti le campagne militari di Cesare dal 47 al 45 a.C. contro le resistenze dei pompeiani in Africa, Spagna. La descrizione è molto dettagliata, sebbene manchi dello stile tipico di Cesare sulla costruzione con termini militari, ma in cui il periodo è costruito tecnicamente sulla consecutio temporum.

## Verso laHistoria
Cesare intendeva inserirsi in tale tradizione: sia Cicerone (col Brutus), sia Irzio - nella prefazione al libro ottavo del De bello Gallico cesariano, parlano dei Commentarii di Cesare come di opere composte per offrire ad altri storici il materiale sul quale impiantare la propria narrazione, pur affermando che nessuno avrebbe potuto riscrivere quanto Cesare già aveva detto con ineguagliabile semplicità. In realtà, l'opera di Cesare sotto la veste dimessa del commentario, si avvicina all'historia.
Lo dimostrano la drammatizzazione di certe scene e il ricorso ai discorsi diretti. Cesare usa un'ammirevole sobrietà nel conferire al proprio racconto efficacia drammaticità, evitando gli effetti grossolani e plateali e soprattutto i pesanti fronzoli retorici: in questa direzione va anche l'uso della terza persona, che distacca il protagonista e lo pone come personaggio autonomo sul teatro della storia.

## La veridicità di Cesare
Lo stile molto semplice dei Commentarii cesariani, il rifiuto degli abbellimenti retorici tipici dell'historia e la riduzione del linguaggio valutativo contribuiscono al tono apparentemente oggettivo e impassibile della narrazione cesariana, anche se è indubbia la connessione dei Commentarii con la lotta politica dell'ultima fase della Roma repubblicana. Questa correlazione è comunque più immediata nel De bello civili (che narra della lotta tra Cesare e Pompeo) che non nel De bello Gallico. In ambedue le opere la presenza di procedimenti di deformazione è comunque innegabile, non si tratta però mai di falsificazioni, bensì di omissioni più o meno rilevanti: Cesare attenua, insinua, ricorre a lievi anticipazioni o posticipazioni e dispone le argomentazioni in modo da giustificare i propri insuccessi.
Nel De bello Gallico, Cesare sottolinea le esigenze difensive che lo hanno spinto a intraprendere la guerra, senza esaltare la sottomissione della Gallia. Era del resto consuetudine consolidata presentare le guerre di conquista come necessarie a proteggere lo Stato romano e i suoi alleati da pericoli provenienti da oltre confine. Oltre che ai romani, Cesare si rivolge all'aristocrazia gallica per assicurarle la propria protezione contro i facinorosi che, sotto gli sbandierati ideali d'indipendenza, celano l'aspirazione alla tirannia.
Nel De bello civili Cesare sottolinea come la sua azione si sia sempre mossa nell'ambito della legalità e delle leggi di Roma, presentandosi quindi come un moderato, dal quale non ci si devono certo attendere eccessi rivoluzionari.
In ambedue le opere, egli mette in luce le proprie capacità d'azione militare e politica. La "fortuna", intesa come sorte, serve a spiegare cambiamenti repentini di situazione, un fattore imponderabile che talora aiuta anche i nemici di Cesare e che quindi sfugge alle capacità di previsione e di controllo razionale dell'uomo.
Cesare cerca infatti di spiegare gli avvenimenti secondo cause umane e naturali, di coglierne lucidamente la logica interna e non fa mai ricorso all'intervento delle divinità.

## Le teorie linguistiche di Cesare
Quintiliano e Tacito espressero giudizi entusiasti sulle orazioni di Cesare attualmente perdute. In un passo del Brutus, Cicerone sembra contrapporre lo stile scarno dei Commentarii a quello delle orazioni, cui non avrebbero fatto difetto gli ornamenti retorici. Probabilmente lo stile oratorio di Cesare si manteneva in equilibrio tra l'asianesimo e l'atticismo. Cicerone riconosce che Cesare agì da "purificatore" della lingua latina, correggendo un uso difettoso e corrotto con un uso puro e irreprensibile.
Cesare espose le proprie teorie linguistiche nei tre libri del De analògia, composti nel 54 a.C. e dedicati a Cicerone, che certo non condivideva quelle teorie. Dal trattato, di cui sono rimasti solo pochi frammenti, emergeva l'opzione per un trattamento razionale del latino. Cesare poneva a base dell'eloquenza l'accorta scelta delle parole: il criterio fondamentale doveva essere la "analogia", cioè la selezione razionale e sistematica, contrapposta alla "anomalia", ovvero l'accettazione delle consuetudini acquisite dal sermo cotidianus ("linguaggio quotidiano").
Cesare limitava la selezione alle parole già nell'uso e consigliava di fuggire le parole strane e inusitate. È evidente la coerenza di queste prescrizioni con lo stile asciutto e preciso dei Commentarii. L'analogismo di Cesare è ricerca della semplicità, dell'ordine e, soprattutto, della chiarezza, alla quale talora egli arrivava a sacrificare l'eleganza. Cicerone riconobbe la grandezza dei Commentarii, ma nel complesso le teorie linguistiche di Cesare non potevano certo trovarlo consenziente.
Il giudizio che Cicerone espresse sui Commentarii di Cesare appare tanto più importante se si considera la profonda differenza di stile che separa la forma della scrittura cesariana da quella ciceroniana. L'eleganza essenziale e il periodare ordinato e regolare fecero sì che nei secoli i testi di Cesare fossero utilizzati per un fine didattico